# Delfino Borroni
Pour les articles homonymes, voir Borroni.
Delfino Borroni, né le 23 août 1898 à Turago Bordone et mort le 26 octobre 2008 à Castano Primo, est un Italien ayant participé à la Première Guerre mondiale. Il est connu pour avoir été le dernier vétéran italien de la Première Guerre mondiale, à la suite de la mort de Francesco Chiarello le 27 juin 2008.

## Biographie
Né en 1898 à Turago Bordone - aujourd'hui la commune de Giussago - dans la province de Pavie, Delfino Borroni commence très jeune à travailler comme mécanicien.
Il a été enrôlé en janvier 1917 et affecté au 6e régiment de Bersaglieri, avec lequel il a combattu sur le Pasubio et à Valsugana. Blessé à Caporetto, il est fait prisonnier et est obligé de creuser des tranchées jusqu'à ce qu'il s'échappe grâce à la distraction d'un officier roumain de surveillance de l'armée austro-hongroise. Dans le civil, en plus d'être mécanicien, il était également conducteur de tramway à Milan. À ce titre, il a été le dernier conducteur des tramways à vapeur Herschel, connus en milanais sous le nom de "Gamba de legn" (jambe de bois), qui ont cessé de fonctionner en 1958.
Au début de l'année 2008, à 109 ans, Borroni était l'un des trois Chevalier de l'Ordre de Vittorio Veneto survivants ; au cours de l'année, Lazzaro Ponticelli (12 mars) et Francesco Domenico Chiarello (27 juin) sont morts, le laissant le dernier survivant de la Première Guerre mondiale en Italie.
Longtemps pensionnaire d'une maison de retraite à Castano Primo (où il vivait depuis son mariage), il y est décédé le 26 octobre 2008[4] à l'âge de 110 ans et 74 jours ; au moment de sa mort, il était la personne vivant le plus longtemps en Italie et la onzième personne vivant le plus longtemps dans le monde. Sa mort a également signifié le retrait de facto et la suppression temporaire de l'Ordre de Vittorio Veneto, car il n'y avait plus de récipiendaires ou de personnes distinguées en Italie ayant cette distinction.
Bien qu'il soit le dernier vétéran italien, Borroni a été survécu par sept autres vétérans de la Grande Guerre dans le monde : trois Britanniques, un Australien, un Américain et deux Canadiens, dont une femme; le dernier survivant est Claude Choules, un Anglo-Australien, décédé en 2011.

## Distinctions
-  Commandeur de l'Ordre du mérite de la République (A l'initiative du Président de la République, Rome, 23 octobre 2008)
 -  Chevalier de l'Ordre de Vittorio Veneto
 - Médaille commémorative de la guerre italo-autrichienne 1915-1918
 - Médaille commémorative de l'Unité italienne
 - Médaille italienne de la victoire
- Insigne de blessé de guerre

## Source
- (it) Cet article est partiellement ou en totalité issu de l’article de Wikipédia en italien intitulé « Delfino Borroni » (voir la liste des auteurs).